# Mihail Iljics Romm
Mihail Iljics Romm (Михаил Ильич Ромм) (Irkutszk, 1901. január 24. – Moszkva, 1971. november 1.) szovjet-orosz filmrendező, forgatókönyvíró, pedagógus. Utolsó alkotói korszakának filmjei tették igazán híressé. Nála végezte tanulmányait többek között Grigorij Csuhraj, Nyikita Mihalkov, Alekszandr Mitta, Andrej Tarkovszkij.

## Élete
Apja orvos volt, aki családjával a szibériai Irkutszkból Moszkvába költözött. Mihail Romm a polgárháború idején, 1918 és 1921 között a Vörös Hadseregben szolgált, majd egy moszkvai főiskolán képzőművészeti tanulmányokat folytatott, szobrászként végzett 1925-ben. A szobrászat mellett az irodalom is érdekelte, novellákat írt, francia klasszikusokat fordított. 1928-ban egy nevelésmódszertani intézet tudományos munkatársaként kezdett filmmel foglalkozni. 1929-ben került kapcsolatba a Szovkino-val (a Moszfilm stúdió elődje). Előbb szerződéses forgatókönyvíró, majd 1931-ben rendezőasszisztensi munkakörben állandó munkatárs lett, 1933-tól filmrendező, ekkor kapta első megbízását önálló film elkészítésére. Öt év múlva kezdte pedagógusi tevékenységét a moszkvai Állami Filmművészeti Főiskolán, 1940 és 1943 között az Állami Film(gyártási) Hivatal művészeti vezetője volt. A háború után a Filmszínészek Állami Színháza rendezője, 1948-tól a moszkvai filmfőiskolán színész-rendezői műhelyt vezetett, 1962-től a főiskola professzora volt. Tevékenységéért számos állami-, köztük több Sztálin-díjban részesült. Felesége Jelena Kuzmina színésznő (1909-1979), aki Romm legtöbb filmjében szerepelt.

## Alkotói pályája
Első önálló rendezése a Maupassant novellája alapján forgatott Gömböc, melynek forgatókönyvét is maga írta. Bár 1934-ben készült, mégis némafilm: az ország távolabbi vidékein akkor még kevés hangosfilmet is vetítő berendezés volt. Második filmje, a Sivatagi tizenhármak már megbízásra készült: egy amerikai sivatagi kalandfilmhez hasonló témát kellett feldolgoznia. A vörösök osztagát a sivatagban az ellenség bekeríti; egyiküknek sikerül kijutnia és mire a segítséggel visszaér, már csak az utolsó társát találják életben. A film egyes részeinek erényeit, mértéktartó megoldásait Balázs Béla is méltatta A film című munkájában. Az ezután következett két Lenin-film természetesen szintén megbízás alapján készült. Az első részt (Lenin októbere, 1937) rohammunkában, három hónap alatt kellett leforgatnia, hogy az 1917-es évfordulós ünnepségen bemutathassák. Ennek ellenére ezt a rész tartják sikeresebbnek, a két év múlva bemutatott második rész (Lenin 1918-ban) túlzottan sematikus, merev ábrázolása miatt.
A háború idején Romm két játékfilmet rendezett. Az Ábránd témája: Ukrajna nyugati részének 1939-es "felszabadítása", ezt a témát rajta kívül több filmen is feldolgozták. A forgatást 1941-ben kezdték el, de csak két év múlva, az ázsiai Taskent városában fejezték be. A 217-es deportált, egy Németországba hurcolt asszony története teljes egészében Taskentben készült. A háborút követő két propaganda célú játékfilm után egy két-részes történelmi film következett (Usakov admirális, Hajókkal a bástyák ellen). Ezek beleilleszkedtek azoknak a filmeknek a sorába, amelyektől a politikai vezetés a dicső múlt megéneklését (és a jelen gondjainak elhallgatását) várta, a már megszokott egysíkú jellemábrázolással és cselekmény-bonyolítással.
Romm (és szovjet-orosz kortársai) filmjeinek nagyobbik részét a kommunista ideológia, az aktuális politikai irányvonal, a rutinos megoldásokba merevedő, sematikus ábrázolás jellemzi. Saját háború után készített filmjeiről később maga is többször elítélően nyilatkozott, Lenin-filmjeiből pedig Sztálin alakját utólag kivágta. 1956 után pályáján 7 éves szünet következett, ezek az alkotói válság és a főiskolai tanítás évei voltak. Az önvizsgálat és a filmkészítés változó módszereinek tanulmányozása vezetett azután a 60 éves mester új, bár rövid alkotói korszakához, melynek eredménye két film lett.
- Az Egy év kilenc napja (1962) központi hőse egy atomfizikus, Guszev, aki egyik sikeres kísérlete során újabb sugárfertőzést kapott. Utolsó életévének lazán összefűzött epizódjai során tárul fel magánéletének válsága, új megvilágításba kerülnek az élet kicsinyes problémái és a tudomány nagy kérdései, a munkatársakhoz és feleségéhez való viszonya (látszólag egy szerelmi háromszög keretében). A régi sematikus jellemábrázolás helyett végre hús-vér emberek valós gondjait látjuk (két kiváló színész, Alekszej Batalov és Innokentyij Szmoktunovszkij szereplésével);a nagy drámákat itt egy lassabb, epikusabb elbeszélésmód váltja fel. A hosszú párbeszédek ellenére a film részben Antonioni hatását mutatja, a történet itt is lezáratlan, továbbgondolása a néző feladata. Bemutatója után komoly vitákat váltott ki, nemcsak a kritikusok, hanem a tudóstársadalom körében is. A film a Karlovy Vary-i Nemzetközi Filmfesztiválon 1962-ben fődíjat kapott.
- A Hétköznapi fasizmus-t meglepetésként fogadta a filmes szakma egy játékfilmrendezőtől. (Asszisztense egy magyar filmrendező, Lugossy László volt). A régi, főleg német propaganda anyagokból összevágott dokumentumfilm érdekessége, hogy a rendező maga kommentálja és leplezi le a látottakat, gyakran ironikus megjegyzések kíséretében. A film az I. világháború befejezésétől a II. világháború végéig kíséri nyomon a fasizmus természetrajzának történetét, bár a látottak (a díszszemlék, a csaknem imakönyvekké váló ideologikus könyvek stb.) gyakran mintha mindenfajta modern diktatórikus rendszerre vonatkoznának.

Romm ezt követően újabb dokumentumfilm készítésébe fogott, de már nem volt ideje a befejezéshez, azt helyette volt tanítványai, Marlen Hucijev és Elem Klimov végezték el. A filmet És mégis hiszek (И все-таки я верю) címmel mutatták be 1974-ben.

## Filmek
- 1934 Gömböc (Пышка) (fk. is)
- 1937 Sivatagi 13-ak (Тринадцать) (fk. is)
- 1937 Lenin októbere (Ленин в Октябре)
- 1939 Lenin 1918-ban (Ленин в 1918 году)
- 1941 Ábránd (Мечта) (fk. is)
- 1943 A mi lányaink (Наши девушки)
- 1944 A 217-es deportált (Человек № 217) fk
- 1947 Az orosz kérdés (Русский вопрос) (fk. is)
- 1950 Titkos küldetés (Секретная миссия)
- 1953 A flotta hőse (Usakov admirális) (Адмирал Ушаков)
- 1953 Hajókkal a bástyák ellen (Корабли штурмуют бастионы)
- 1956 Gyilkosság a Dante utcában (Убийство на улице Данте) fk
- 1962 Egy év kilenc napja (Девять дней одного года) (fk. is)
- 1965 Hétköznapi fasizmus (Обыкновенный фашизм)

## Kötetei magyarul
- Lenin októbere. Irodalmi forgatókönyv; ford. Brodszky Erzsébet; Új Magyar Kiadó, Bp., 1953 (Filmregények)
- Lenin 1918-ban. Irodalmi forgatókönyv; ford. Szemlér Ferenc, László Andor; Orosz Könyv, Bukarest, 1954
- Jegyzetek a filmről. Portrék, esszék, cikkek; ford. Koroknai Zsuzsa; Magvető, Bp., 1968 (Elvek és utak)